# Naw K’nyaw Paw
Naw K'nyaw Paw és una activista per la pau de Karen que treballa pels drets de les dones a Birmània. És la secretària General de l'Organització de Dones Karen i va guanyar el Premi Internacional Dona Coratge l'any 2019.

## Biografia
Naw K'nyaw Paw va néixer a Tailàndia i com a jove va créixer en un camp de refugiats. La seva família va ser forçada a fugir de la seva casa per tal de fugir de la persecució. La família es va unir a les aproximadament 110.000 persones Karen que ara viuen en els set camps de refugiats que s'estenen en la frontera entre Tailàndia i Myanmar.
L'any 1999, va començar a treballar a l'Organització de Dones Karen (KWO per les seves sigles en anglès), una organització-comunitat dedicada a les dones Karen que treballa pel desenvolupament i l'alleujament en els camps de refugiats en la frontera tailandesa. Va ser elegida Secretària General en la 6a Conferència de l'Organització de Dones Karen al febrer de 2013. És una ferma defensora de la creació d'infraestructures i edificis i ha presentat molts cursos sobre democràcia, drets humans i drets de la dona per a membres de la KWO. Va treballar durament per fer arribar la lluita de les dones Karen a la comunitat internacional. Naw K'nyaw Paw ha defensat diverses persones Karen.
Va assistir al Consel de Drets Humans de les Nacions Unides i en les reunions de la Comissió de l'Estatus de la Dona per plantejar la inquietud en aspectes com la situació de la dona o els drets dels indígenes i dels refugiats a Birmània i al llarg de la seva frontera.